# Достик (Сариагаський район)
Дости́к (каз. Достық) — село у складі Сариагаського району Туркестанської області Казахстану. Входить до складу Жартитобинського сільського округу.
До 2008 року село називалось Стаханово.
Населення — 4074 особи (2021; 3130 у 2009, 2131 у 1999, 1497 у 1989).